# Ba (Fidżi)
Ba, Mba – miasto w Fidżi (Dystrykt Zachodni), stolica prowincji Ba, na wyspie Viti Levu. Według danych szacunkowych na rok 2009 liczy 16 040 mieszkańców. Burmistrzem jest Praveen Bala. Położenie: 17°32′00″S 177°41′00″W/-17,533333 -177,683333